# Charlesworth
Charlesworth – wieś w Anglii, w hrabstwie Derbyshire, w dystrykcie High Peak. Leży 67 km na północny zachód od miasta Derby i 249 km na północny zachód od Londynu.